# Kobra (přítok Vjatky)
Kobra (rusky Кобра) je řeka v Komijské republice a v Kirovské oblasti v Rusku. Je dlouhá 324 km. Povodí řeky je 7810 km².

## Průběh toku
Protéká skrze vysočinu Severní Úvaly. Ústí zprava do Vjatky (povodí Kamy).

### Větší přítoky
- Fjodorovka, zprava, ř. km 51,0

## Vodní režim
Zdrojem vody jsou převážně sněhové srážky. Průměrný roční průtok vody u vesnice Verchnije Ťurjuchany činí 55,8 m³/s. Zamrzá v říjnu až v listopadu a rozmrzá v dubnu

## Využití
Je splavná pro vodáky. Vodní doprava je možná na jaře do vzdálenosti 30 až 40 km od ústí.